# Allery Communal Cemetery
Allery Communal Cemetery is een begraafplaats gelegen in de Franse plaats Allery (Somme). De militaire graven worden onderhouden door de Commonwealth War Graves Commission.
De begraafplaats telt 3 geïdentificeerde Gemenebest graven, waarvan 2 uit de Eerste Wereldoorlog en een uit de Tweede Wereldoorlog.